# Савин, Валентин Иванович
Валентин Иванович Савин (29 ноября 1980, Старая Русса, Новгородская область — 1 марта 2000, Шатойский район, Чечня) — гвардии рядовой Вооружённых Сил Российской Федерации, участник антитеррористических операций в период Второй чеченской войны, погиб при исполнении служебных обязанностей во время боя 6-й роты 104-го гвардейского воздушно-десантного полка у высоты 776 в Шатойском районе Чечни.

## Биография
Родился 29 ноября 1980 года в городе Старой Руссе Новгородской области. Учился в средней школе № 1 в родном городе, активно занимался спортом, получил коричневый пояс по карате, стал кандидатом в мастера спорта. 2 ноября 1998 года Савин был призван на службу в Вооружённые Силы Российской Федерации Старорусским городским военным комиссариатом Новгородской области. Получил военную специальность радиотелефониста, после чего был направлен для дальнейшего прохождения службы в 6-ю роту 104-го гвардейского воздушно-десантного полка.
С началом Второй чеченской войны в составе своего подразделения гвардии рядовой Валентин Савин был направлен в Чеченскую Республику. Принимал активное участие в боевых операциях. С конца февраля 2000 года его рота дислоцировалась в районе населённого пункта Улус-Керт Шатойского района Чечни, на высоте под кодовым обозначение 776, расположенной около Аргунского ущелья. 29 февраля — 1 марта 2000 года десантники приняли здесь бой против многократно превосходящих сил сепаратистов — против всего 90 военнослужащих федеральных войск, по разным оценкам, действовало от 700 до 2500 боевиков, прорывавшихся из окружения после битвы за райцентр — город Шатой. Вместе со всеми своими товарищами он отражал ожесточённые атаки боевиков Хаттаба и Шамиля Басаева, не дав им прорвать занимаемые ротой рубежи. В том бою гвардии рядовой Валентин Савин, пока имел возможность, обеспечивал бесперебойную работу рации. В разгар сражения он был убит. Погибли также ещё 83 его сослуживца.
Похоронен на городском кладбище в городе Старая Русса.
Указом Президента Российской Федерации гвардии рядовой Валентин Иванович Савин посмертно был удостоен ордена Мужества.

## Память
- Бюст Савина установлен в Старой Руссе[4].
- Мемориальная доска в память о Савине установлена на здании Старорусской средней общеобразовательной школы № 1, в которой он учился[3].